# Салиньяк-де-Мирамбо
Салинья́к-де-Мирамбо́ (фр. Salignac-de-Mirambeau) — коммуна во Франции, находится в регионе Пуату — Шаранта. Департамент коммуны — Шаранта Приморская. Входит в состав кантона Мирамбо. Округ коммуны — Жонзак.
Код INSEE коммуны — 17417.

## Население
Население коммуны на 2010 год составляло 158 человек.
| 1962 | 1968 | 1975 | 1982 | 1990 | 1999 | 2010 |
| ---- | ---- | ---- | ---- | ---- | ---- | ---- |
| 244  | 223  | 197  | 179  | 179  | 155  | 158  |